# Forumscheck

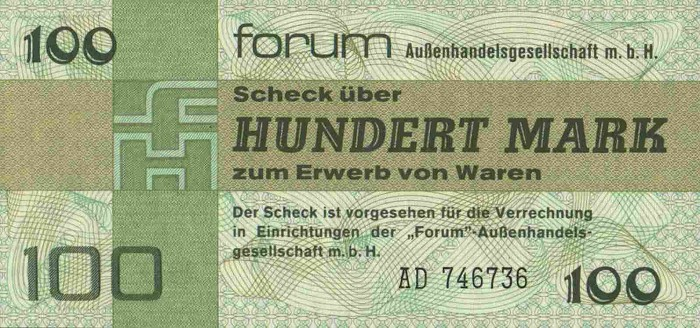
Forumscheck da 100 marchi

Il Forumscheck era una valuta a corso forzoso emessa nella Repubblica Democratica Tedesca dal Forum Außenhandelsgesellschaft m.b.H., una filiale fondata nel 1976 dal Dipartimento per il coordinamento commerciale (Kommerzielle Koordinierung) del Ministero del commercio estero della RDT. Con i Forumscheck i cittadini tedeschi orientali potevano fare acquisti negli Intershop, dato che un marco Forumscheck corrispondeva ad un marco tedesco orientale. Tuttavia, il Forumscheck di 500 marchi qui mostrato non è mai stato messo in circolazione.
Dopo la loro introduzione avvenuta il 16 aprile del 1979, ai cittadini della RDT fu vietato il possesso di valuta estera liberamente convertibile, consentendo invece il possesso dei Forumscheck. Lo scopo di tale riforma era quello di sottrarre nel modo più veloce possibile la valuta occidentale importata nella RDT. Per far rispettare la regolamentazione dei Forumscheck, solamente i non cittadini della RDT potevano pagare in contanti stranieri negli Intershop e ogni cliente doveva mostrare il proprio passaporto. Ai cittadini della RDT non fu permesso ufficialmente di farlo e dovettero cambiare il proprio "Westgeld" (denaro occidentale) con i Forumscheck nelle filiali della Banca statale della RDT, tuttavia la conversione al contrario non fu resa possibile. A partire dalla metà degli anni ottanta, tuttavia, l'acquisto diretto con i marchi tedeschi da parte dei cittadini della RDT fu nuovamente concesso.
I Forumscheck potevano essere riscattati solamente in un negozio Intershop, dove venivano accettati come valuta.
Dopo la caduta del Muro di Berlino, i Forumscheck potevano essere cambiati con i veri e propri marchi tedeschi.

## Valute simili
Il sistema dei Forumscheck non nacque soltanto nella RDT, ma anche in altri Paesi socialisti furono presenti dei sistemi simili.
Nella Repubblica Popolare di Polonia era possibile acquistare i prodotti nei negozi Pewex e Baltona tramite i buoni PeKaO, oltre che con il dollaro statunitense e il marco tedesco.
Nella Repubblica Socialista Cecoslovacca vi era una corona spendibile solamente nei negozi Tuzex.
In Cina, dal 1980 al 1994 gli stranieri dovevano cambiare la propria valuta in Foreign Exchange Certificates (FEC), e molte transazioni nei Negozi dell'amicizia avvenivano solamente tramite FEC.
A Cuba esistette dal 1994 il peso convertibile, il CUC. Ora a Cuba è di nuovo liberalizzato il corso del Dollaro e non è più possibile utilizzare i CUC nei negozi in valuta pregiata.